# Abadia de Rolduc
Abadia de Rolduc é uma antiga abadia medieval fundada em 1104 na cidade de Kerkrade, Holanda. Atualmente os prédios da abadia possuem destinações diferentes como seminário católico, museu, escola, hotel e centro de conferências.

## História
Em 1104 o jovem padre Ailbertus, em companhia de dois outros frades procuravam por um local tranquilo para levar uma vida de simplicidade, Adalbert von Saffenberg, conde de Saffenberg e proprietário de um castelo em Hertogenrade os ofereceu um terreno no qual poderiam construir uma casa simples e uma capela de madeira. Tal capela de madeira se tornou, pelos próximos 900 anos, a maior abadia de Benelux e é uma das 100 maiores obras da Holanda reconhecidas pela UNESCO.
A abadia recebia com frequência a visita de São Norberto, fundador da Ordem Premonstratense. Foi em Rolduc que aconteceu o fato que passou para a história como sendo o "milagre das aranhas de Rolduc". Uma reminiscência do fato de o fundador ter sobrevivido mesmo depois de ter ingerido uma aranha venenosa.
A abadia floresceu ao longo dos séculos. Em 1250, a abadia atinigiria seu auge em expansão territorial e em numero de membros. A partir do século XIV, veio o declínio. A Guerra dos oitenta anos atingiu algumas de suas construções e, em 1796, a abadia foi dissolvida pelos franceses.
Em 1831, a diocese de Liège assumiu a abadia e a transformou em seminário. Com a independência belga, a diocese de Roermond assumiu a abadia e a transformou em colégio, o qual funcionou até 1971, e novamente em seminário, que encerrou suas atividades em 2011.

## Complexo da Abadia

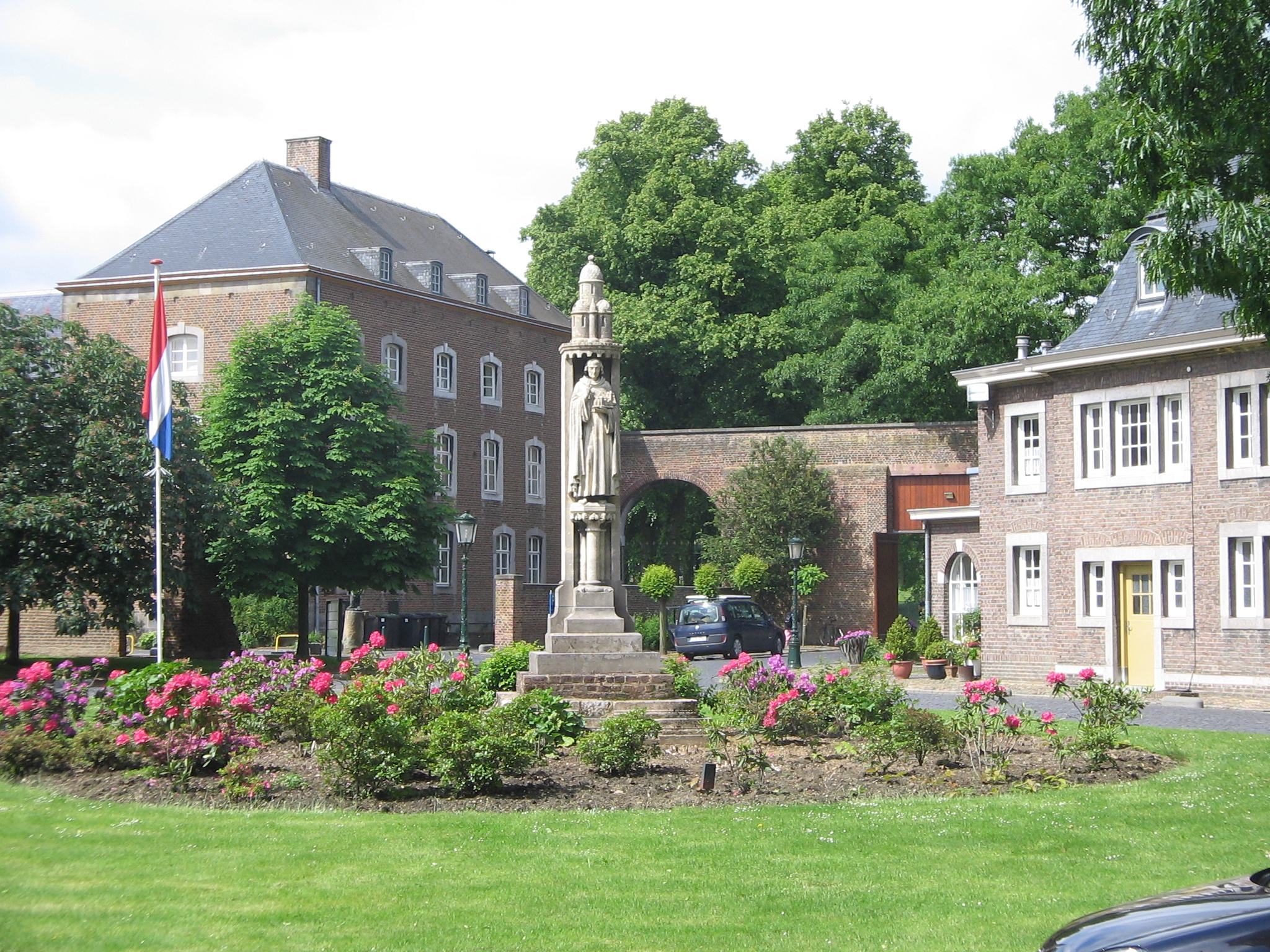
Estátua de São Norberto
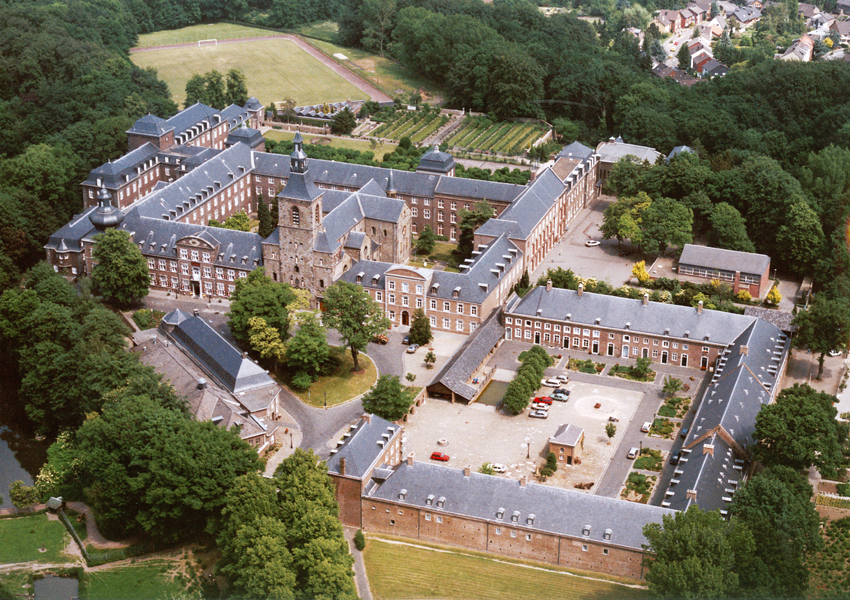
Complexo da Abadia
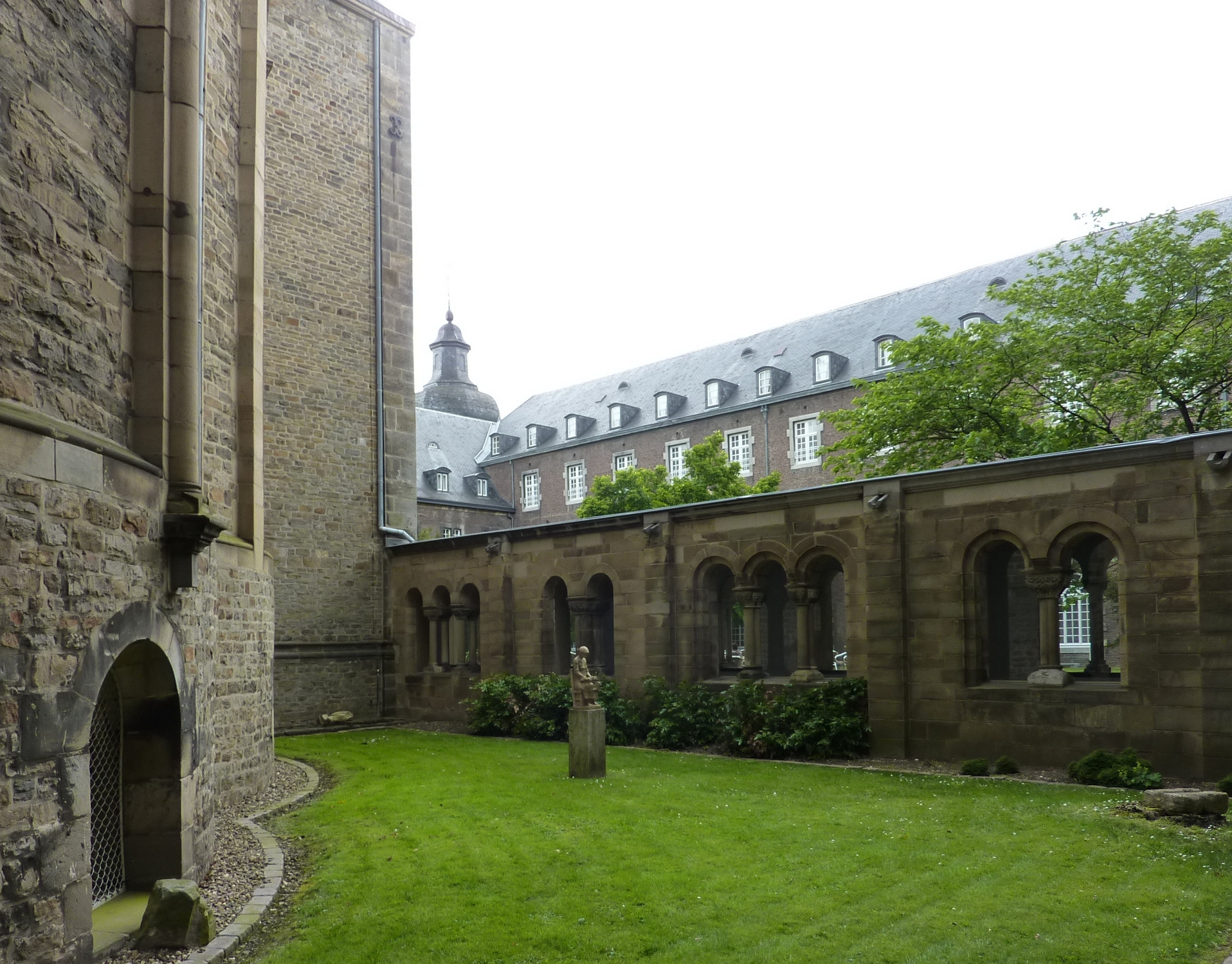
Jardim interno
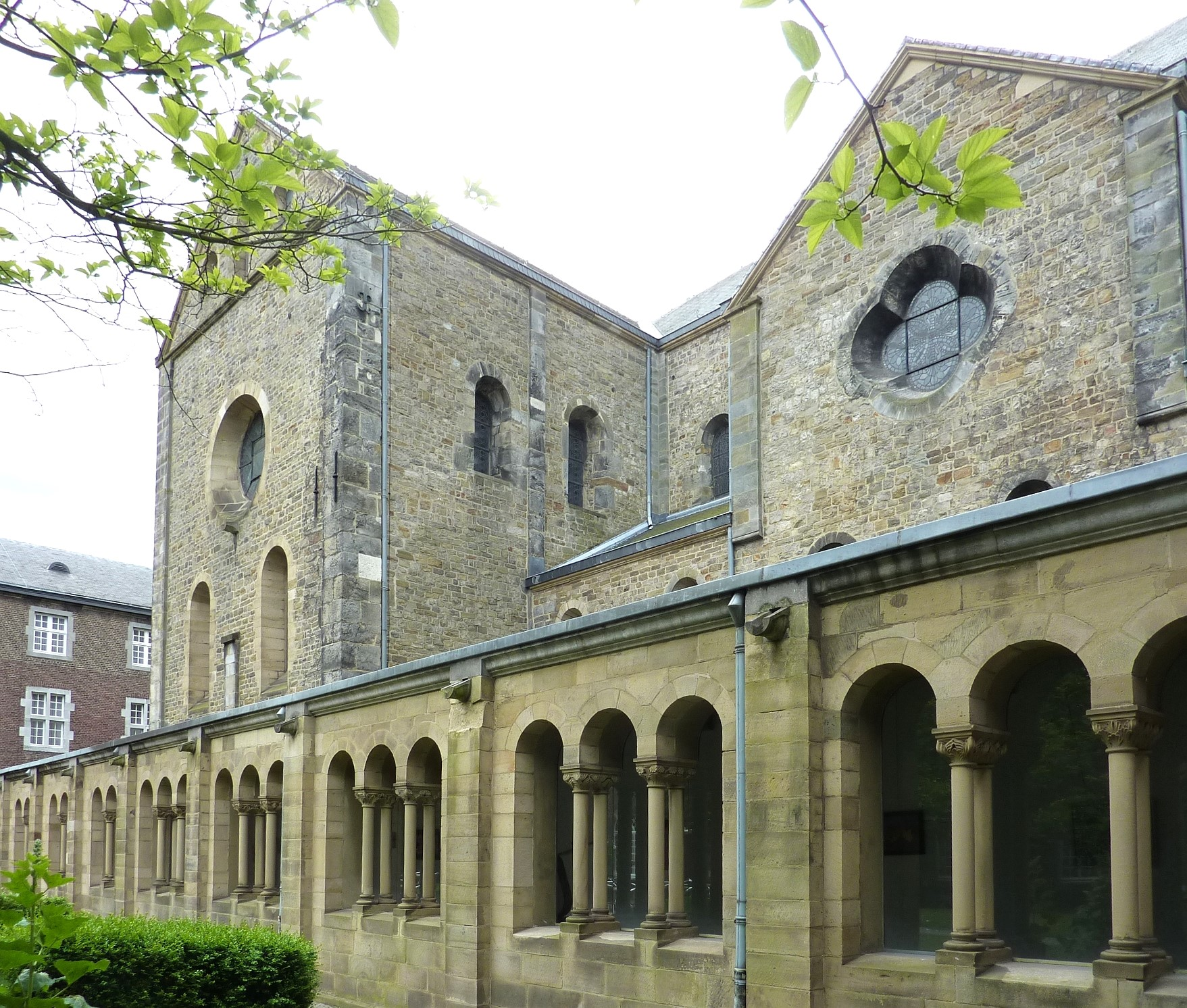
Prédios da Abadia
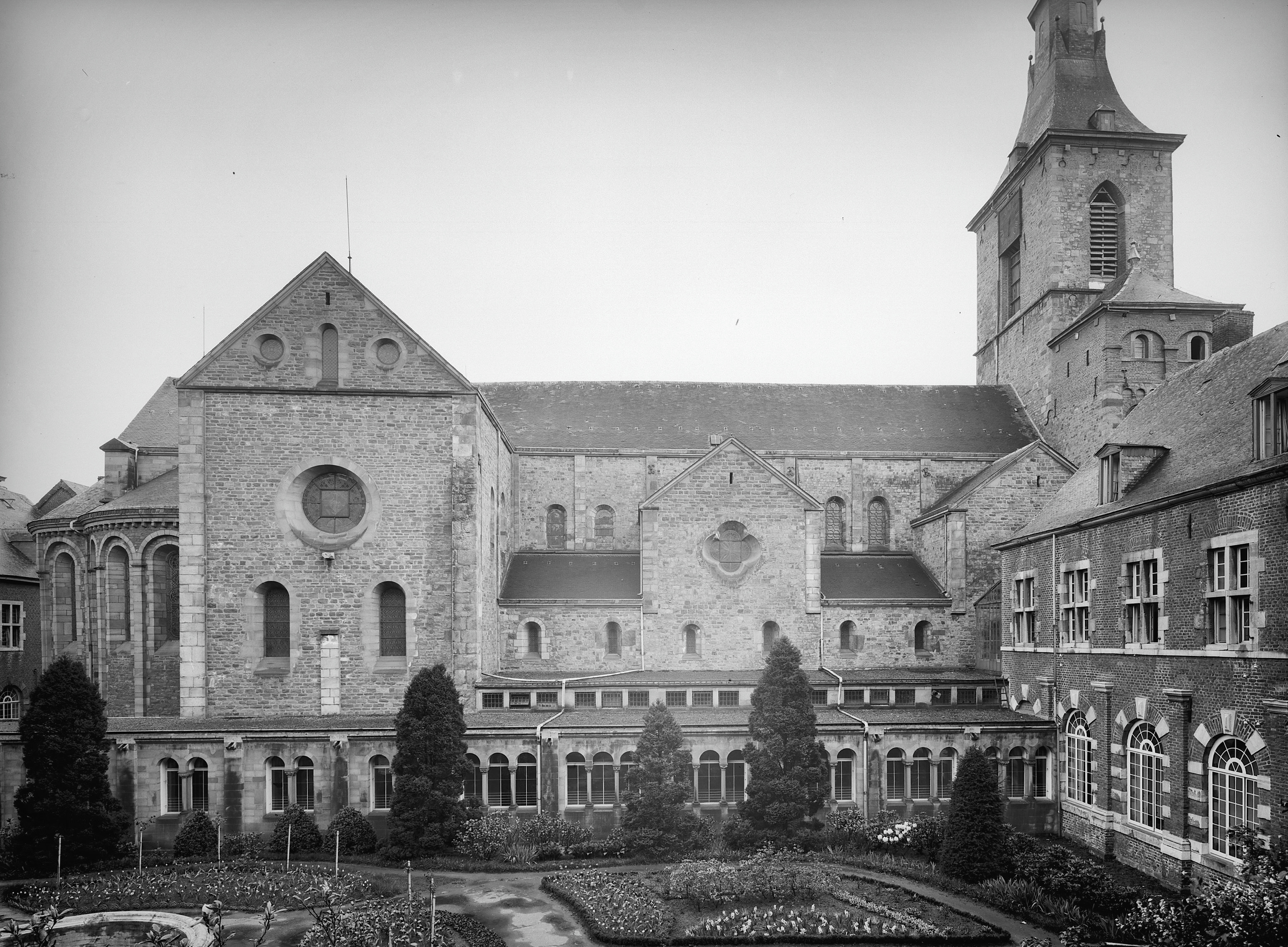
Abadia em 1920
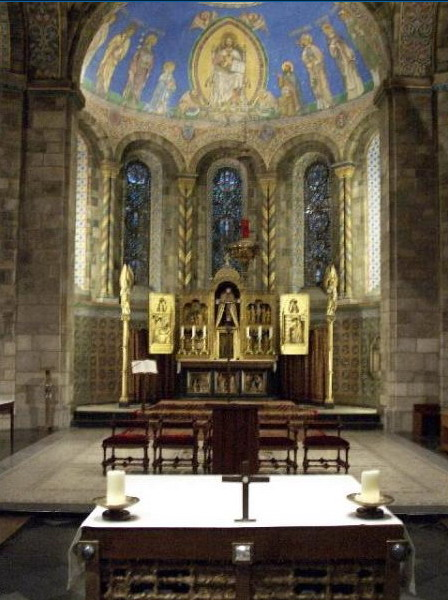
Altar da igreja